# Glenea plagiventris
Glenea plagiventris là một loài bọ cánh cứng trong họ Cerambycidae.